# Издержки производства
Изде́ржки произво́дства — затраты, связанные с производством товаров. В бухгалтерской и статистической отчетности отражаются в виде себестоимости. Включают в себя материальные затраты, расходы на оплату труда, проценты за кредиты.

## Определение
Согласно БСЭ издержки производства — совокупные затраты труда на изготовление продукта.

## Издержки производства включают в себя оценку услуг труда и капитала
Оценка услуг фактора «земля» всегда считается равной нулю. Но при расчётах между фирмами принимают во внимание необходимость сохранения вклада предшествующих участников в цепочки трансформаций экономических ресурсов и создание экономического блага. Их вклад учитывается под именем «сырьё, материалы, полуфабрикаты, комплектующие изделия и услуги промышленного характера, приобретённые у сторонних организаций». По своей природе это — издержки обращения, а не издержки производства.

## Классификации издержек
Экономические издержки состоят, во-первых, из актуальных и «невозвратных» (англ. sunk costs). Последние связаны с затратами, навсегда покинувшими хозяйственный оборот без малейшей надежды на возвращение. Актуальные издержки принимают в расчёт при принятии решений, издержки «невозвратные» — нет. В учёте последние относят к всевозможным страховым случаям, как, например, списание безнадёжных долгов.

## Модель издержек фирмы в краткосрочном периоде
Актуальные экономические издержки, в свою очередь, составляют из явных и вменённых. Явные издержки обязательно находят выражение в расчётах с контрагентами и отражение в бухгалтерских регистрах. Поэтому их ещё называют бухгалтерскими. Вменённые издержки объединяют затраты фирмы, не обязательно выражающиеся в расчётах с контрагентами. Это — издержки упущенных возможностей иначе применить факторы, вводимые в процесс трансформации экономических ресурсов в экономические блага. 
Экономические издержки принято делить на совокупные, средние, маржинальные (их называют ещё предельными издержками) или замыкающие, а также на постоянные и переменные.
Совокупные издержки включают в себя все издержки выпуска данного объёма экономических благ. Средние издержки — это совокупные издержки, приходящиеся на единицу объёма выпуска. Маржинальные издержки — это издержки, которые приходятся на единицу изменения объёма выпуска.
Постоянные издержки возникают, когда объём применения одного (или обоих) факторов, вводимых в процесс трансформации, не может изменяться. Таким образом переменные издержки возникают, когда фирма имеет дело с факторами, вводимыми в процесс трансформации, объём применения которых ничем не ограничен.
Поскольку величина постоянных издержек обязательно перестаёт зависеть от объёмов выпуска, часто определение искажают, говоря о постоянных издержках как о независящих от объёма выпуска, а то и просто указывая некий перечень статей калькуляции себестоимости, который якобы при любых обстоятельствах описывает постоянные издержки. Например, жалование конторских работников, амортизация, реклама и т. п. Соответственно переменными начинают считать издержки, величина которых непосредственно зависит от изменения объема выпуска (сырьё, материалы, заработная плата непосредственно производственных рабочих и т. п.). Такое «внедрение» положений о бухгалтерском учёте в экономику как науку не просто неправомерно, но прямо вредоносно.

## Функция издержек
Экономические издержки производства товара зависят от количества используемых ресурсов и цен на услуги факторов производства. Если предприниматель использует не приобретаемые, а собственные ресурсы, цены должны быть выражены в одинаковых единицах для точного определения величины затрат. Функция издержек описывает связь между выпуском продукции и минимально возможными затратами, необходимыми для его обеспечения. Технология и цены на производственные ресурсы обычно берутся как данные при определении функции издержек. Изменение цен на какой-либо ресурс или применение улучшенной технологии отразится на величине минимальных затрат при производстве такого же объема продукции. Функция издержек связана с производственной функцией. Минимизации затрат для производства любого данного объема продукции зависят отчасти от производства максимально возможного объема продукции при данной комбинации факторов.

## Внешние и внутренние издержки
Внешние издержки — плата за ресурсы физическим и юридическим лицам, которые не входят в число работников или владельцев данной фирмы. Например, зарплата работников по найму (не входящих в число работников фирмы), выплаты за сырьё (кроме собственной добычи) и др.
Внутренние издержки — издержки, используемые только в отношении собственного ресурса (ресурсов) без затрат на труд или услуги лиц, не состоящих в числе данной фирмы или другого юридического лица. Например, затраты на улучшение качества какой-либо конкретной продукции.